# Liparis truncatula
Liparis truncatula är en orkidéart som beskrevs av Rudolf Schlechter. Liparis truncatula ingår i släktet gulyxnen, och familjen orkidéer. Inga underarter finns listade i Catalogue of Life.